# Бубак (персидский аристократ)
Бубак — персидский аристократ IV века до н. э.
Единственное упоминание Бубака в античных источниках содержится у Арриана при перечислении погибших знатных персов в битве при Иссе 333 года до н. э. между войсками Дария III и Александра Македонского.
В историографии существует мнение, что Бубак был местным династом Бубакены в Средней Азии. Г. Берве считал данное предположение неверным, так как в битве при Иссе не участвовали контингенты из областей империи Ахеменидов прилегающих к Индии.